# Źródła (Gaszyn)
Źródła – część wsi Gaszyn w Polsce położonej w województwie łódzkim, w powiecie wieluńskim, w gminie Wieluń. 
W latach 1975−1998 miejscowość administracyjnie należała do województwa sieradzkiego.